# A&E
A&E (раніше називався Arts & Entertainment Network) — американський кабельний та супутниковий телеканал. Окрім США також транслюється в Канаді, Австралії, Латинській Америці і Європі. Штаб-квартира каналу знаходиться у Нью-Йорку.

## Основні фільми та телепрограми
- «Гордість і упередження» (1995)
- «Емма» (1996)
- «Джейн Ейр» (1997)
- «Чалий кінь» (1997)
- «Відлив» (1998)
- «Тесс з роду д'Ербервіллів» (1998)
- «Горнблавер» (1998—2003)
- «Ярмарок марнославства»[en] (мінісеріал, 1998)
- «Убивство в маленькому місті» (1999)
- The Lady in Question (1999)
- «Фінеас Тейлор Барнум» (1999)
- «Червоний Первоцвіт» (англ. The Scarlet Pimpernel, 1999)
- «Спенсер» (1999)
- The Golden Spiders: A Nero Wolfe Mystery (2000)
- «Великий Гетсбі» (2000)
- «Довгота» (2000)
- «Лорна Дун» (2001)
- «Загублений батальйон» (2001)
- «Загублений світ» (2001)
- «Вікторія і Альберт» (2001)
- Lathe of Heaven (2002)
- The Magnificent Ambersons (2002)
- «Наполеон» (мінісеріал, 2002)
- «Шеклтон» (2002)
- Benedict Arnold: A Question of Honor (2003)
- The Mayor of Casterbridge (2003)
- Murderball (2005)
- Jesus Camp (2006)
- My Kid Could Paint That (2007)
- «Королі втечі» (2011—2012)
- «Мотель Бейтса» (2013—2017)
- Незабутнє (четвертий сезон, 2015—2016)
- Cartel Land (2015)
- Life, Animated (2016)